# Polygami
Polygami (gr. πολυγαμία polygamía, af πολύς polýs "mange" og γάμος gámos "ægteskab") er betegnelsen for et ægteskab, hvor en person er gift med to eller flere samtidig. Polygami er modsat monogami, hvor kun to er gift. Er én gift med to ægtefæller, er det bigami. De fleste lande har som Danmark lovgivning imod polygami, men bigami eller andre former for polygami er andre steder normal praksis.[kilde mangler]

## Terminologi
- Bigami – eller dobbeltægteskab – er en gift persons indgåelse af ægteskab, selv om personen allerede er gift.[1] Udtrykket kan også referere til, at en person gifter sig for anden gang, uden at informere sin ægtefælle. Mere specifikke betegnelser er bigyni, der betegner, at en person har to koner, og biandri, der betegner, at en person har to mænd.
- Polygami betyder, at én person er gift med mere end én person. Polygyni eller flerkoneri, at en mand har mere end én kone. Det er den mest udbredte form for polygami og kendes bl.a. fra Det Gamle Testamente og fra visse mormonske og muslimske kulturer. Den største gruppe mormoner afviklede polygami i 1890 for at få Utah anerkendt som delstat, men fundamentalistiske grupper af trossamfundet har fortsat praksisen.[2] Det er polyandri, når en kvinde har mere end to mænd.
- Polyamori bruges om kærlighedsforhold til flere personer, uanset om de deltagende partnere er gift eller ej.

## Den norske bigamilov 1942-45
Bigami var tilladt i Norge en kort tid under og efter krigen efter en provisorisk anordning af 15. april 1942, udformet af den norske eksilregering i London. En person kunne derved få skilsmisse, når det pga. krigen eller andre særlige forhold var umuligt at opnå forbindelse med ægtefællen. Loven blev først ophævet ved anordning af 3. oktober 1945. Norge var det eneste af de krigsførende lande, der gav adgang til bigami i lovs form.
I 1945 oplevede mange norske familier derfor et slemt chok, når de mødte frem på banegården eller i havnen i forventning om et gensyn med en længe savnet ægtemand eller far - og det viste sig, at han i mellemtiden var gift med en anden og havde nye børn. Biskop Eivind Berggrav kaldte loven "den groveste krænkelse af ægteskabet, vi har oplevet i lovs form". Ragnhild Varmbo fra Høyre fik loven afviklet efter krigen, med fuld støtte fra de andre politiske partier. Kun Johan Nygaardsvold tog afstand fra hende ved at insinuere, at hun kun tog loven op, fordi det var stortingsvalg den følgende måned.